# Головний доказ
«Головний доказ» — кінофільм режисера Мурада Алієва, що вийшов на екрани в 2008 році.

## Зміст
Юрій Клімов пішов з органів після того, як ледь не загинув на службі. Він зайнявся бізнесом і відчуває себе цілком непогано. Та старе життя жорстко нагадує йому про себе. Старий приятель Юрія, Сергій, помирає в лікарні у результаті замаху. Він встигає розповісти Клімову про свої напрацювання у справі, яку він вів. І тепер на героя полюють дуже впливові люди, яким конче потрібно, щоб ця інформація ніколи не спливла.

## Ролі
| Актор             | Роль            |
| ----------------- | --------------- |
| Сергій Маховиков  | -               |
| Сергій Юшкевич    | Георгій Мілютін |
| Юрій Осипов       | -               |
| Микола Чиндяйкин  | -               |
| Наталія Солдатова | -               |
| Євгенія Дмитрієва | -               |
| Михайло Жигалов   | -               |
| Олександр Терешко | -               |
| Олександр Борисов | -               |
| Наталія Гончарова | -               |

## Знімальна група
- Режисер — Мурад Алієв
- Сценарист — Георгій Конн
- Продюсери — Валентин Опалєв, Юрій Осипов, Олександр Разаренов
- Композитор — Михайло Смирнов